# Su-37 (航空機)
Su-37 / Су-37
テルミナートル
1996年のファーンボロー国際航空ショーにて
- 用途：戦闘機
- 分類：制空戦闘機・実験機
- 設計者：スホーイ
- 製造者：Yu.A.ガガーリン記念コムソモーリスク・ナ・アムーレ航空機工場
- 運用者：ロシア空軍
- 初飛行：1996年4月2日
- 生産数：1機[1]
- 運用状況：開発中止
- 原型機：Su-35（Su-27M）

Su-37（スホーイ37、スホイ37、ロシア語：Су-37 スー・トリーッツァチ・スィェーミ）は、ロシア連邦のスホーイ設計局が開発した単座双発の実験機（技術実証機）である。愛称のテルミナートル（ロシア語：Терминатор チルミナータル）は、英語の「ターミネーター」（Terminator）に由来する。北大西洋条約機構が用いたNATOコードネームではフランカーE2（Flanker E2）と呼ばれるが、一般にはほとんど使われることがなく、スーパーフランカーもしくは前述のターミネーターの渾名の方が有名である。
Su-37はSu-27を大幅に発展させたSu-27M（のちにSu-35へと改称）のパイロット制御を強化する必要を認めた。その初号機は、ジェットエンジンに推力偏向ノズルが導入される前に、当初は11機目のSu-27M（工場コード：T10M-11）としてYu.A.ガガーリン記念コムソモーリスク・ナ・アムーレ航空機工場にて製造され、最新の飛行および兵装制御システムも搭載された。Su-37は1996年4月2日に初飛行し、その飛行試験プログラムでは優れた運動性能（en:supermaneuverability）を実証するとともに、クルビットのような高い機動性を披露した。しかし、その構造の不具合のため2002年12月に墜落事故を起こした。12機目のSu-27Mを基に第2のSu-37が製造されたという1998年の報告にもかかわらず、T10M-11は唯一のプロトタイプであり続け、Su-37が量産されることはなかった。のちにスホーイは他の戦闘機の設計にSu-37のシステムを導入した。

## 設計と開発
Su-27を改良したSu-27Mの別の発展型の開発をソビエト連邦政府が命じた1983年には早くも、スホーイ設計局は推力偏向の研究に着手していた。Su-27の設計主任であった当時のミハイル・シモノフ局長の強い要請により、スホーイ設計局とチャプルイギン・シベリア科学航空研究所は線対称の偏向ノズルについて研究したが、これは西側陣営の報道において2次元ノズルに焦点が当てられていたのとは対照的であった。リューリカ（のちのサトゥールン科学製造合同）も1985年に推力偏向エンジンの調査を開始し、1980年代後半のスホーイは試験機を用いて研究による性能評価をしていた。
1988年に試験飛行を開始したSu-27Mでは、低速域での動翼の非効率性が原因で、パイロットが高迎角でのアクティブ制御を維持できないことが判明した。そこで技師らは、極東ロシアにあるYu.A.ガガーリン記念コムソモーリスク・ナ・アムーレ航空機工場が製造した11機目のSu-27Mに推力偏向エンジンを搭載し、レーダーのテストベッドとして使用した。1995年の機体完成後、同機はモスクワ近郊にある設計局の実験プラントに引き渡され、そこで技術者らによりノズルが組み込まれた。スホーイはその動力源としてサトゥールン製のAL-37FUを想定していたが、そのエンジンはまだ飛行許可を得ていなかったため、本来AL-31FエンジンであったものにAL-37FUのAL-100偏向ノズルを装備した、低出力のAL-31FPエンジンが一時的に装備されていた。同機は1995年5月にロールアウトし、その2ヵ月後に仮設エンジンはAL-37FUに換装されたが、そのノズルはピッチ軸において上下15度しか偏向できなかった。
推力偏向ノズルの搭載を除けば、Su-37の外見はカナード翼付きのSu-27Mとあまり変わらなかったが、その代わりに技術者らは機体のアビオニクスに重点を置いていた。従来のSu-27Mとは異なり、Su-37はデジタル式フライ・バイ・ワイヤによる飛行制御システムを備え、推力偏向の制御システムに直結させていた。機体全体の高い推力重量比とエンジンのFADECに加えて、統合された推進および飛行制御システムは高迎角や低速での機動性を高めた。また、パルスドップラー式のN011Mフェーズドアレイレーダーを採用し、空対空と地対空の同時運用が可能になったことから、射撃統制システムも改善された。Su-27MのN011は15の空中目標を追尾し、そのうち6つを同時攻撃できたのに対し、N011Mは20の標的を追尾し、そのうち8つへの同時攻撃を可能にした。また、Su-37はSu-27Mの後方に突出したテールブームにあるN012自衛レーダーを残していた。
コックピットのレイアウトも大幅に改善された。ヘッドアップディスプレイに加え、Sextant Avionique（現タレス・グループ）製液晶マルチファンクションディスプレイ4枚をT字型に配置し、Su-27Mのモノクロブラウン管ディスプレイよりも優れたバックライト保護を実現した。それらは航法やシステムステータス、武器選択に関する情報をパイロットに表示する。重力加速度耐久を向上させるため、パイロットは30度までリクライニングさせた射出座席に座っていた。
機体は砂色と茶色の配色による迷彩塗装を施され、711 Blueのコードが割り振られた後711 Whiteに変更された。グロモフ飛行研究所での地上試験後、1996年4月2日にモスクワ郊外のジュコーフスキー空港からYevgeni Frolovが操縦し初飛行した。ノズルは最初の5回の飛行のうちに調整を受けた。ロシア空軍からの資金が不足していたため、スホーイは自らの資金でプロジェクトに融資せざるを得ず、シモノフによると、同社はSu-27の中国とベトナムへの輸出から得た収入をこのプロジェクトに充てたという。機体は同年の後半にジュコーフスキーで公開され、Su-37と命名された。

## 運用史
その後の飛行試験プログラム中、推力偏向制御の結果としてSu-37の優れた操縦性が明らかになった。シモノフによると、このような機能によりパイロットらは新しい戦闘機動飛行や戦術を開発できるようになり、ドッグファイトにおける有効性を大幅に高める。新たな機動飛行のなかには、1996年9月にファーンボロー国際航空ショーでの国際的デビューの際に披露された、コブラ (マニューバ)の一種であるスーパーコブラがあった。Frolovが操縦する機体は180度ピッチアップし、理論的には戦闘相手にミサイルを発射できるテールファーストの位置を一時的に維持した。スーパーコブラはクルビットへと発展し、Su-37はその機体の長さに相当する非常に狭い旋回半径で360度の宙返りを果たした。テストパイロットだったアナトリー・クボチャーによれば、近接したドッグファイトにおいて、推力偏向は搭乗機に相当な優位をもたらすという。それにもかかわらず、批評家はそのような機動の実益を疑問視し、初期のミサイルのロックオンは可能だが、運動エネルギーが急速に失われるため、パイロットが最初の攻撃を外した際に機体が脆弱になるという。
1997年のパリ航空ショーでは最終日にしか出演できなかったが、主催者はSu-37をイベントの傑出した演者として認めた。その後はモスクワのMAKS、アブダビの国際防衛展覧会、サンティアゴのFIDAE航空ショーと次々に出展し輸出が目指された 。エンジンの耐用年数が経過したため、のちにAL-37FUは可動ノズルのない規格生産型のAL-31Fエンジンに交換された。推力偏向の喪失はフライ・バイ・ワイヤシステムの更新によって多少は補われたほか、その外国製アビオニクスもロシア産の設計に置き換えられ、2000年10月に試験飛行を再開した。
しかし、2002年12月19日の高g機動中に左側の水平尾翼が破断し、モスクワ近郊のシャトゥラに墜落したことで、飛行試験プログラムは終了した。その構造上の不具合は、試験中の6年間にたびたび機体の設計荷重を超過したことが原因であった。パイロットのYuri Vashukは無事に脱出した。Su-37はブラジルや韓国における戦闘機の入札に参加したにもかかわらず、国外の顧客を獲得できなかった。一方、インドは1990年代半ばにSu-30MKIの開発に資金提供した。Su-30MKIは、Su-37に搭載および評価されたカナード翼やN011Mレーダー、推力偏向技術を採用した双座戦闘機である。技術者らはSu-27MとSu-37の試験を通じて、機体に重量ペナルティを課す設計となっているカナード翼の除去によりもたらされる機動性の損失を推力偏向が補えると判断した。カナード翼を搭載せずに近代改修されたSu-35は、2008年2月に初飛行した。

## 仕様

### 主要諸元
- 乗員：1名
- 全長：21.935m
- 全幅：14.698m
- 全高：5.932m
- 翼面積：62.0m2
- 空虚重量：18,500kg
- 最大離陸重量：34,000kg
- 動力：サトゥールン製AL-37FU 推力偏向ターボファンエンジン（通常推力83kN、アフターバーナー時142kN）×2

### 性能
- 最大速度：2,500km/h（最高高度）/ 1,400km/h（海面）
- 航続距離：3,300km（最高高度）/ 1,390km（海面）
- 最高高度：18,800m
- g 上限：+9
- 上昇率：230m/s

### 兵装
- GSh-30-1 30mm口径弾機関砲×1 最大弾数150発
- 各種ミサイルや爆弾の装着が可能なハードポイント 最大14箇所 最大重量8,200kg
- R-77 (ミサイル)
- R-27 (ミサイル)
- R-73 (ミサイル)
- Kh-29 (ミサイル)
- Kh-31 (ミサイル)
- Kh-59 (ミサイル)

### アビオニクス
- OLS-35 赤外線捜索追尾システム
- N011M バルス パッシブ・フェーズドアレイ・アンテナ
- N012 自衛レーダー
- Sextant Avionique（現タレス・グループ）製液晶マルチファンクションディスプレイ

出典：Gordon, Novichkov